# نیکولاس کارابلاس
نیکولاس کارابلاس (یونانی: Νίκος Καράμπελας؛ زادهٔ ۲۰ دسامبر ۱۹۸۴) بازیکن فوتبال اهل یونان است که در پست دفاع چپ بازی می‌کند.
وی همچنین در تیم‌های ملی فوتبال زیر ۲۱ سال یونان و یونان بازی کرده‌است.